# 오스트레일리아 동물지 디렉토리
오스트레일리아 동물지 디렉토리(Australian Faunal Directory, AFD)는 오스트레일리아 내에서 발생하는 것으로 알려진 모든 동물 종 (생물학)에 대한 분류학 및 생물학적 정보의 온라인 카탈로그이다. 오스트레일리아 정부의 기후변화, 에너지, 환경 및 수자원부에서 제작한 데이터베이스이다. 2021년 5월 12일까지 오스트레일리아 동물지 디렉토리는 126,442종의 종과 아종에 대한 정보를 수집했다. 여기에는 중단된 오스트레일리아 동물 카탈로그의 데이터가 포함되어 있으며 정기적으로 업데이트된다. 1980년대에 시작된 이 단체의 목표는 "육상 척추동물, 개미, 해양 동물군을 포함한 모든 호주 동물군 목록"을 작성하고 "오스트레일리아 생물 분류학 정보 시스템"을 구축하는 것이다.